# Pałac Weissów w Kaliszu

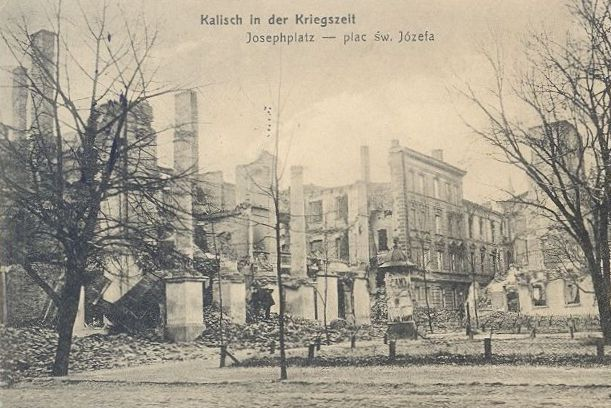
Ruiny pałacu Weissów (1914)

Pałac Weissów – pałac, który znajdował się w Kaliszu, w Śródmieściu, przy placu św. Józefa, klasycystyczny, wzniesiony w latach 1832–1833 dla Leopolda Weissa według projektu Franciszka Reinsteina, zburzony w 1914, nie został odbudowany.